# D 302 (Türkei)
Die Straße D 302 (Devlet yolu 302) ist eine 28 km lange Straße in der Türkei. Sie verbindet, von der D 300 ausgehend und südlich im Wesentlichen parallel zu ihr verlaufend, Nevşehir mit Ürgüp und endet 7 km östlich von Avanos wieder an der D 300. Damit erschließt sie den Nationalpark Göreme (UNESCO-Welterbe).